# Monestir de Sant Jeroni (Granada)

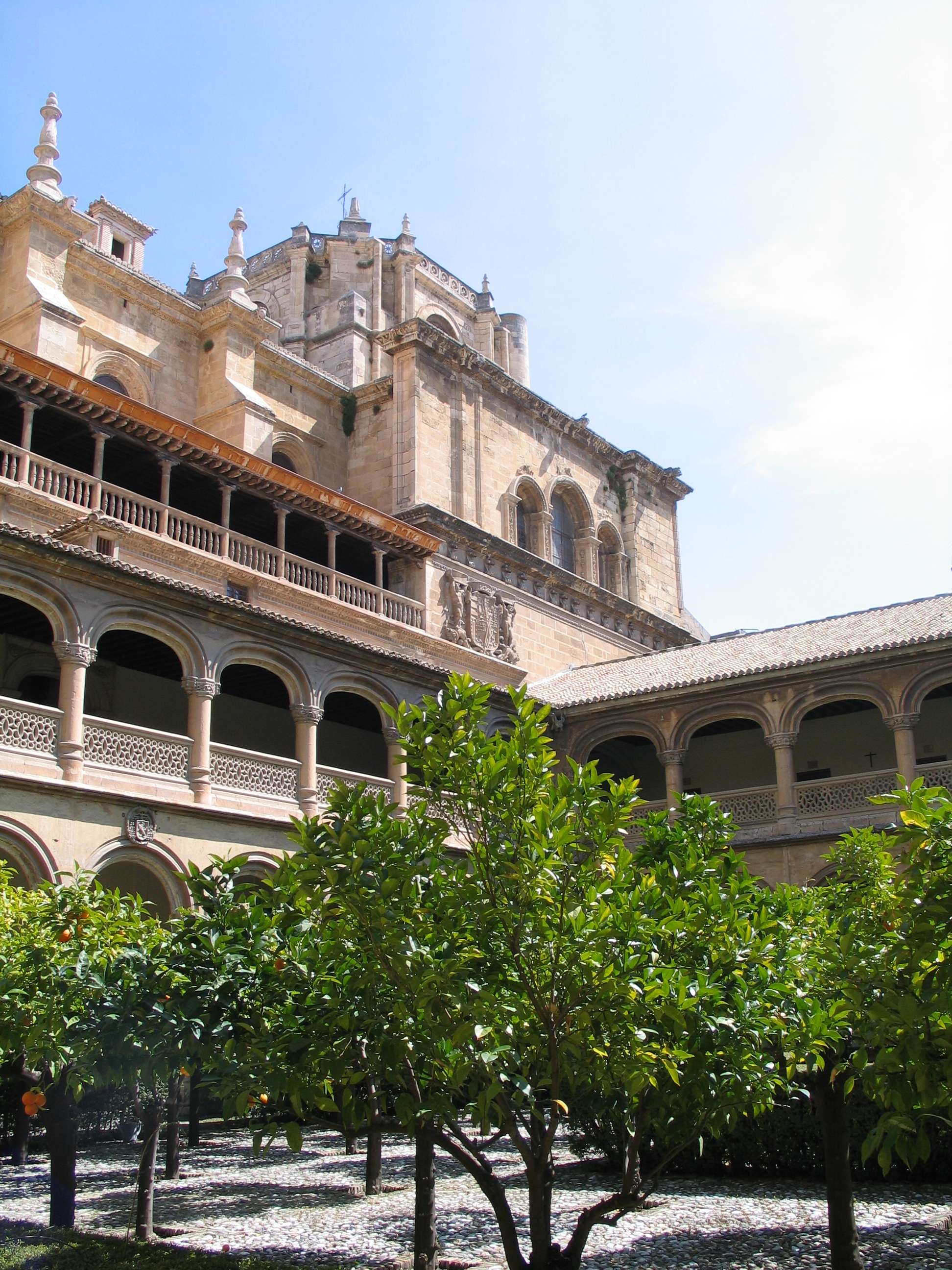
Vista d'un dels claustres del monestir.

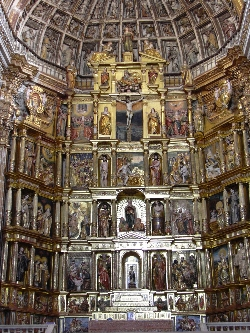
Retaule major de l'església de Sant Jeroni.

El monestir de Sant Jeroni de Granada, és una obra arquitectònica del Renaixement, format per l'església i el monestir, pertanyents fins al 1835 a l'orde de sant Jeroni. La seua fundació, fins i tot anterior a la presa de la ciutat, es deu als Reis Catòlics. De seguida es traslladà des de Santa Fe a Granada, i en 1504 començà l'obra actual. Aquesta es deu majoritàriament a Diego de Siloé, encara que hi participaren altres arquitectes i artistes com Jacobo Florentino, Juan de Aragón, Vázquez el Mozo, Pedro de Orea i Pablo de Rojas.
L'església és de planta de creu llatina i respon als condicionaments de les esglésies de l'orde jerònim, amb un cor elevat als peus i un altar darrere una àmplia escalinata. Destaca el retaule manierista de la capella major, que suposa el punt de partida de l'escultura andalusa ja amb una entitat pròpia, i on és molt important la intervenció del mestre Pablo de Rojas. La rica decoració renaixentista de l'interior, amb cassetons, veneres i grups escultòrics es podria considerar com el cant del cigne de l'humanisme a Espanya. El programa iconogràfic va ser realitzat per a enaltir les proeses militars i l'heroïcitat del Gran Capitán, qui es troba soterrat al creuer amb la seua dona Maria de Manrique.
El monestir té dos claustres enjardinats, sent el primer el més purament renaixentista. Set arcosolis a tall de capelles, amb traces clàssiques i decorades amb tot el repertori formal renaixentista, configuren un espai fúnebre per rebre les restes de Gonzalo quan aplegaren al monestir. En el segon claustre, que avui és una clausura de la comunitat de monges jerònimes que hi habiten, va residir l'emperadriu Isabel de Portugal durant el seu viatge de noces, després de la celebració del seu matrimoni amb Carles I.
A l'església ja s'hi treballava l'any 1513 sota les ordres de Jacobo Florentino. Quan aquest va morir, els substituí Diego de Siloé. L'any 1522 s'acabarien les obres de la capella major, aleshores es traslladaren els cossos del Gran Capitán i esposa des del convent de Sant Francesc.
Després de diverses dificultats, com la invasió francesa i l'exclaustració, que quasi porten a la ruïna el monestir, l'Estat decidí la seua restauració, duta a terme entre 1916 i 1920 a càrrec de l'arquitecte Fernando Wihelmi.
La portada que separa el compàs del monestir del carrer Rector López Argueta, encara que pertanyia al monestir originàriament, es va disposar en aquest lloc als anys seixanta, després que en el segle xix desaparegués i posteriorment es trobara en un cortijo de la Vega. Actualment presideix aquesta portada una imatge de la Verge de les Angústies que no és l'original.
Aquest monestir fou el primer del món a consagrar-se a la Immaculada Concepció.